# ترکیب نیم‌ساندویچی
ترکیب نیم‌ساندویچی (انگلیسی: Half sandwich compound) گونه ای از ترکیبات آلی فلزی هستند که در آن یک فلز مرکزی از یک سو به وسیله پیوندپوشی به یک لیگاند حلقوی پیوند دارد. از این دسته ترکیبات تاکنون هزاران گونه شناسایی شده است که می‌تواند به سیکلوپنتادی‌انیل‌کبالت دی‌کربونیل که به عنوان کاتالیزور در سنتز پریدین‌ها کاربرد دارد و متیل سیکلو پنتا دی انیل منگنز تری کربونیل که به عنوان یک افزودنی بنزین کاربرد دارد اشاره کرد.

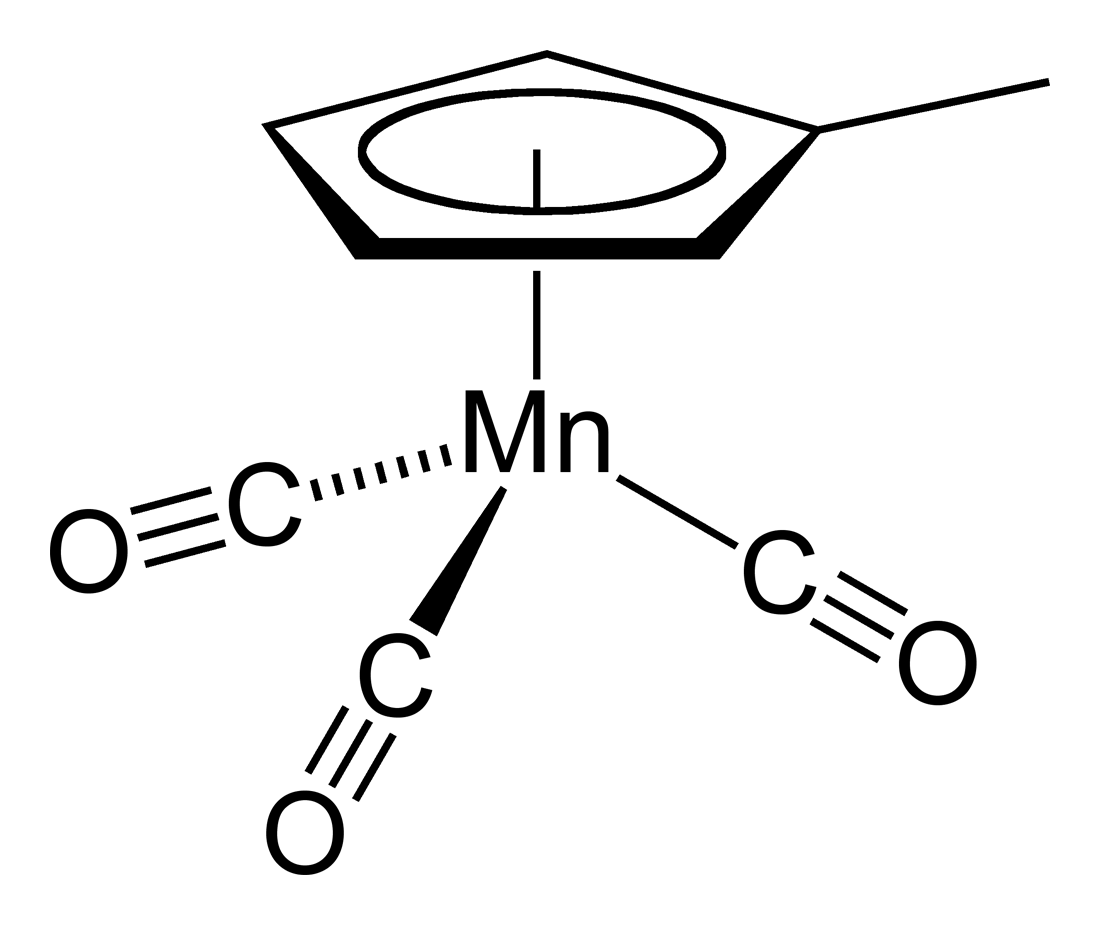
MMT ترکیب تجاری جهت افزودنی بنزین است.
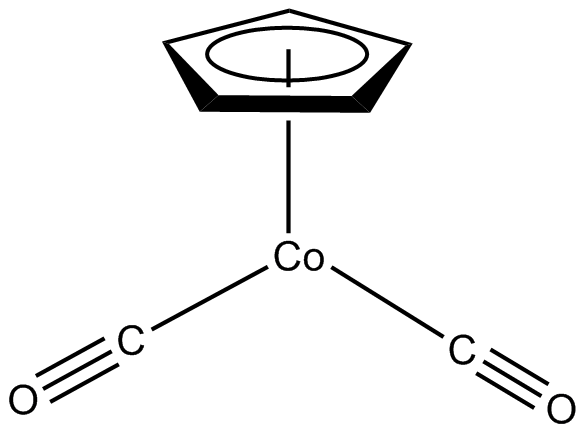
CpCo(CO)2 یک کاتالیزور در سنتز پیریدین‌ها است.
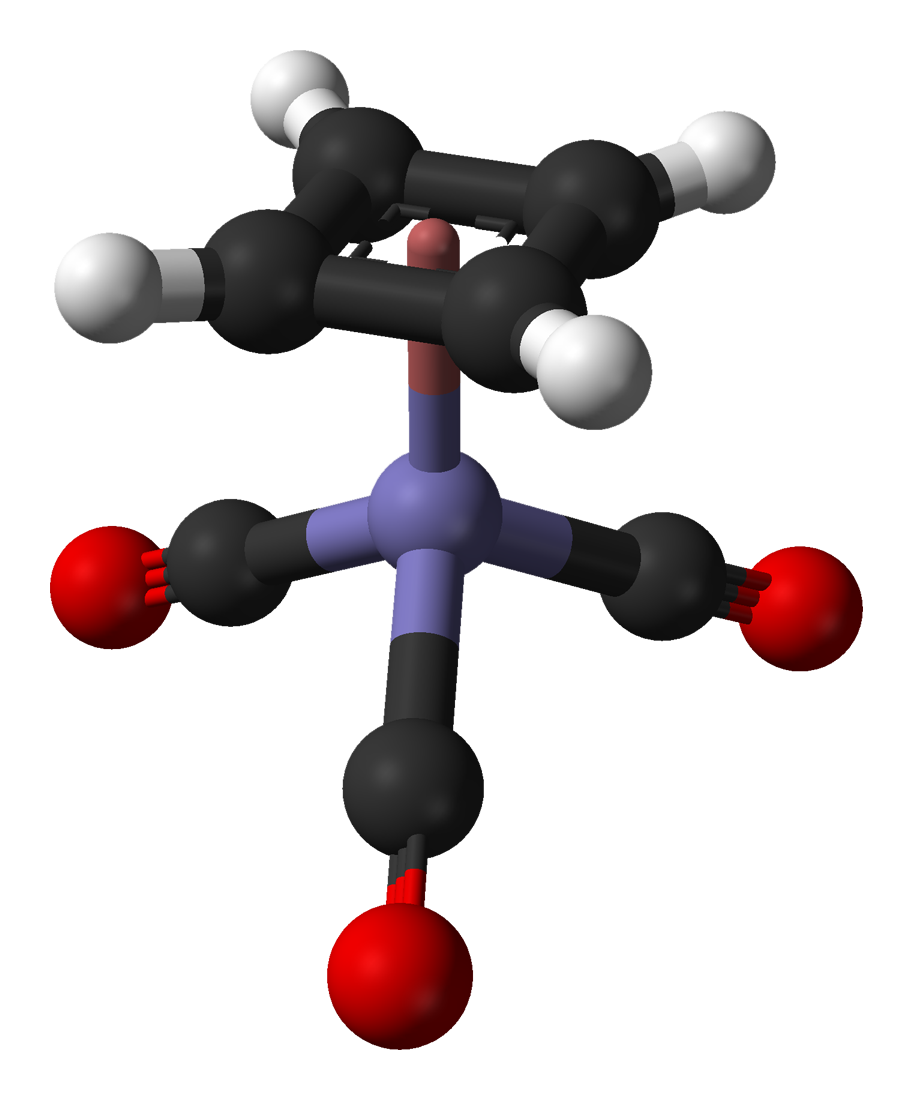
(C4H4)Fe(CO)3.
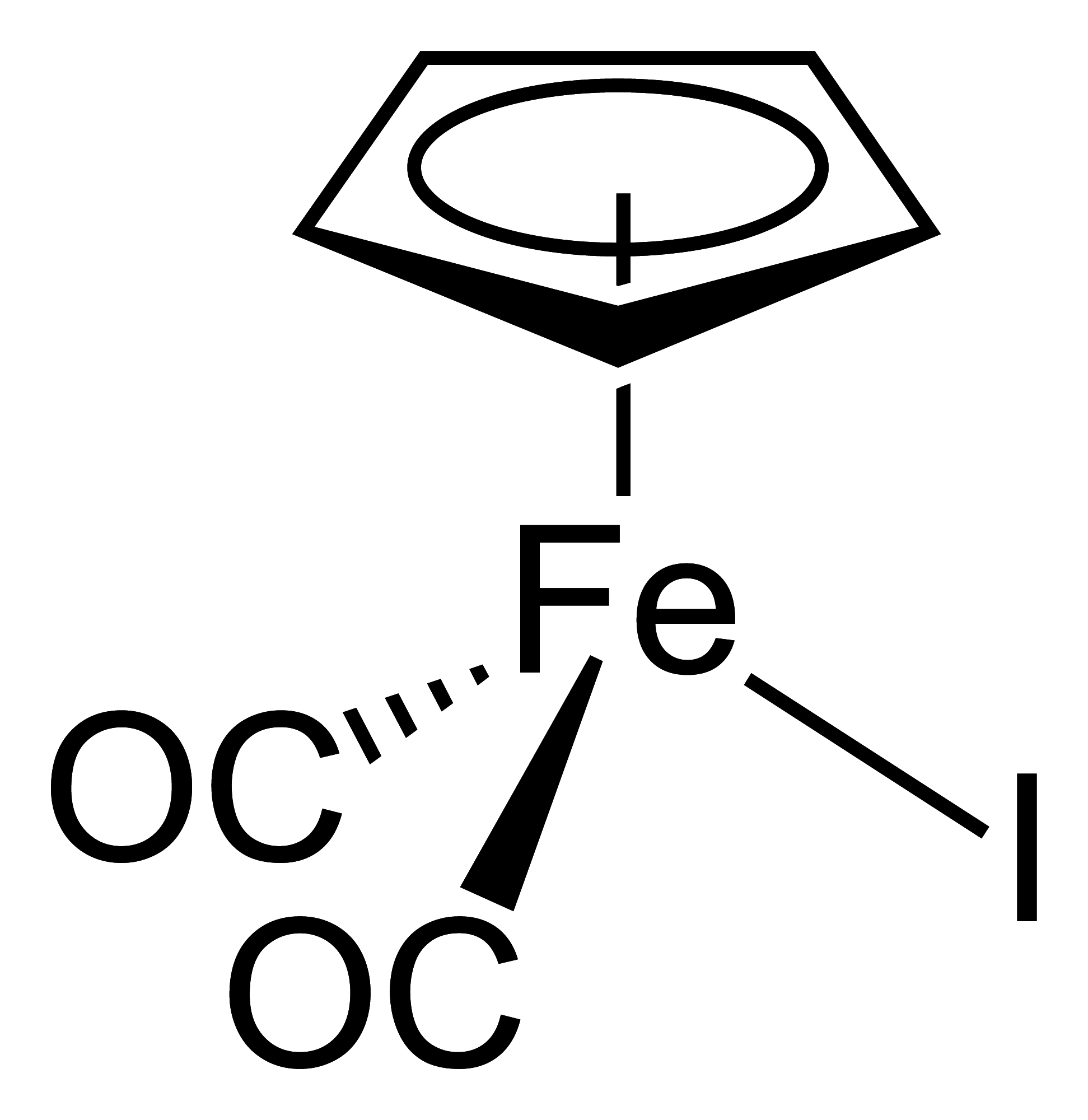
CpFe(CO)2I نمونه ای از یک کمکپلس نا متقارن به شکل به اصطلاح صندلی پیانو.
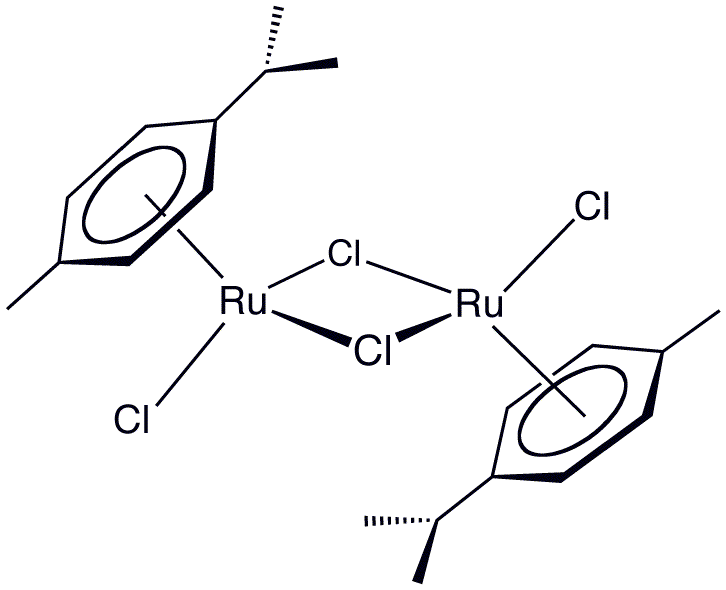
The diruthenium of سیمن is readily cleaved by ligands to give monoRu half-sandwich derivatives.
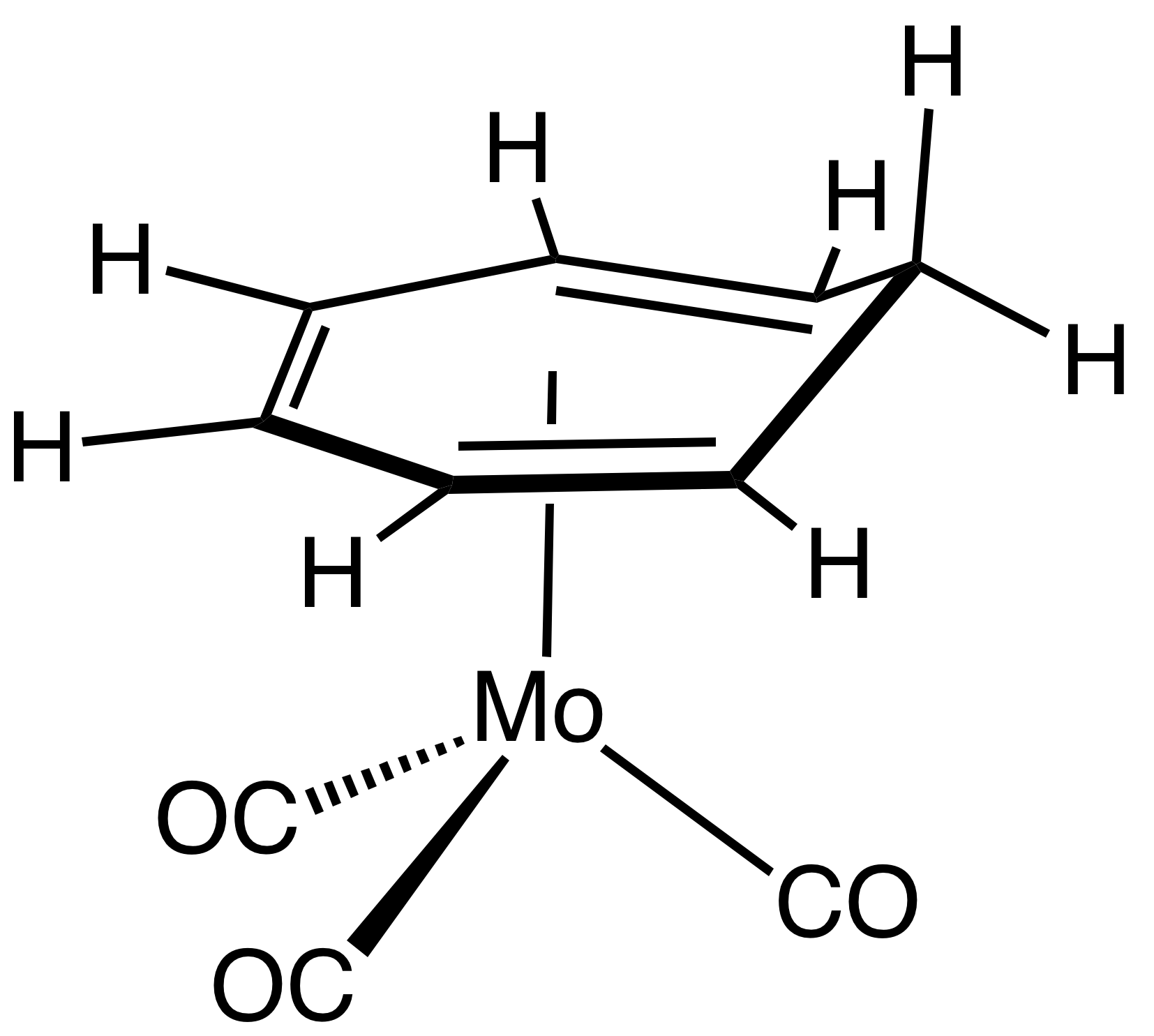
سیکلوهپتاتری‌ان‌مولیبدن تری‌کربونیل.
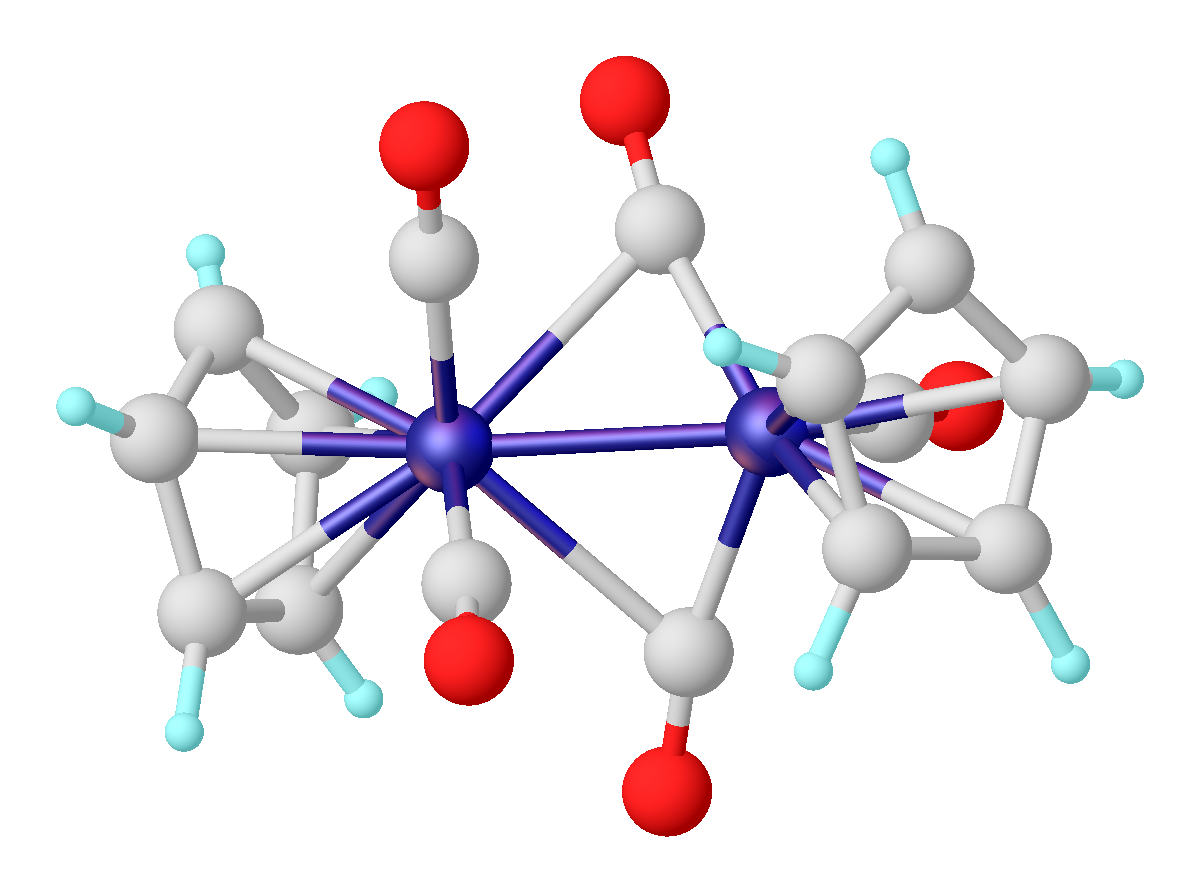
Cp2V2(CO)5